# 岡部尚
岡部 尚（おかべ なお、1980年8月18日 - ）は、日本の俳優。東京都出身。劇団東京乾電池、ノックアウト所属。

## 来歴・人物
映画美学校卒業。2003年に東京乾電池に入団し、現在に至る。特技は、野球、バスケットボール、カラオケ。

## 出演

### 映画
- 青い春（2002年、豊田利晃監督）
- 死なば諸共（2006年、西山洋市監督）
- ハチミツとクローバー（2006年、高田雅博監督）
- 幽閉者・テロリスト（2006年、足立正生監督）
- 日本沈没（2006年、樋口真嗣監督）
- 砂の影（2007年）
- 16［jyu-roku］（2007年）
- 大拳銃（2008年、大畑創監督）
- PASSION（2008年）
- 実録・連合赤軍（若松孝二監督） - 岩田平治 役
- 私は猫ストーカー（2009年、鈴木卓爾監督）
- 桃まつり presents kiss! クシコスポスト（2009年）
- 桃まつり presents うそ テクニカラー（2010年）
- ナース夏子の熱い夏（2010年）
- あまっちょろいラブソング（2010年）
- 姉ちゃん、ホトホトさまの蠱を使う（2010年、大工原正樹監督）
- ゲゲゲの女房（2010年、鈴木卓爾監督）
- 東大を出たけれど 麻雀に憑かれた男（2011年、小沼雄一監督） - 主演・須田良規 役
- 11・25自決の日 三島由紀夫と若者たち（2012年、若松孝二監督）
- 海燕ホテル・ブルー（2012年、若松孝二監督）
- 千年の愉楽（2012年、若松孝二監督）
- 桃まつり presents すき さめざめ（2012年）
- 連結部分は電車が揺れる 妻の顔にもどれない（2013年）
- おとぎ話みたい（2013年）
- 人類資金（2013年）
- おとぎ話みたい（2014年）
- 天国はまだ遠い（2016年）
- PARKS パークス（2017年）
- 二十六夜待ち（2017年）
- たまゆら（2018年） - 白鳥良太 役
- 止められるか、俺たちを（2018年） - 沖島勲 役
- プリズン13（2019年8月30日、AMGエンタテインメント） - レンズ 役[1]

### テレビドラマ
- 2ndハウス（2006年、テレビ東京） - 近藤一彦 役
- ハンチョウ〜神南署安積班4 〜正義の代償〜（2011年、TBSテレビ） - 野々村昭 役
- お父さんは高校生（2014年） - 矢野先生 役
- 月曜ゴールデン
  - 「捜査指揮官 水城さや3」（2015年、TBSテレビ） - 野中守 役
- BARレモン・ハート SEASON2 第19話（2016年8月8日、BSフジ） - 警官
- きみはペット（2017年2月 - 、フジテレビ） - 吉田浩一 役
- さすらい署長 風間昭平13（2017年） - 柿沢寛二 役
- 正義のセ（2018年） - 石野雄士 役
- グッド・ドクター（2018年） - 早見隆 役
- ドロ刑（2018年） - 内田刑事 役
- 貸しボート十三号（2020年） - 大木建造 役
- 知らなくていいコト（2020年） - 小林英明 役
- 相棒 season19（2020年） - 西島亨 役
- 特捜9 - 屋敷賢 役
  - 第4シリーズ（2021年）
  - 第5シリーズ（2022年）
- 月曜プレミア8 「十津川警部の事件簿2」（2021年） - 石田豊 役
- SUPER RICH 第6話（2021年11月18日、フジテレビ）
- 恋です!〜ヤンキー君と白杖ガール〜  最終話（2021年12月15日、日本テレビ） - 鈴木警備員 役
- ムチャブリ! わたしが社長になるなんて 第2話（2022年1月19日、日本テレビ）
- だから殺せなかった 第4話（2022年1月30日、WOWOW）
- 混声の森（2022年） - 重松公彦 役
- 『星新一の不思議な不思議な短編ドラマ』『不眠症』（2022年4月19日、NHK BS4K・BSプレミアム）[2]
- 悪女（わる）働くのがカッコ悪いなんて誰が言った? 第3話・第7話（2022年4月27日・5月25日、日本テレビ）
- だが、情熱はある 第2話（2023年4月16日、日本テレビ）
- 4月の東京は…（2023年6月16日 - 8月4日、MBS） - 真田隼人 役
- 24時間テレビ ドラマスペシャル『虹色のチョーク 知的障がい者と歩んだ町工場のキセキ』（2023年8月26日、日本テレビ） - 林俊介 役[3]
- 日本テレビ開局70年スペシャルドラマ『テレビ報道記者〜ニュースをつないだ女たち〜』（2024年3月5日、日本テレビ） - 友永祐希 役[4]
- 花咲舞が黙ってない 第3シリーズ 第8話 （2024年6月1日、日本テレビ） - 清田忠 役[5]
- 新宿野戦病院 第1話（2024年7月3日、フジテレビ）[6]
- 放送局占拠 第1話 - 第3話 (2025年7月12日・7月19日、日本テレビ)  - 福江綾人 役

### ウェブドラマ
- SICK'S 覇乃抄 〜内閣情報調査室特務事項専従係事件簿〜（2019年、Paravi） - 加須五味男 役
- 仮面ライダーBLACK SUN（2022年10月28日、Amazon Prime Video） - ダロム（1972年） 役

### CM
- コナカ（2005年）
- エースコック「スーパーカップ」（2008年）
- コナミデジタルエンタテインメント「PlayStation 3用専用ソフト メタルギアソリッド4」（2008年）
- ハウス食品「ウコンの力 モーニングレスキュー」（2009年 - 2010年）
- 松屋フーズ（2009年）
- ダイハツ工業「D-15」（2009年）
- 花王「アタックNeo」「ピュオーラ」（2010年  2017年）
- イーデザイン損害保険（2011年）
- 江崎グリコ「ドロリッチ」「パピコ」（2011年  2019年）
- 東日本電信電話（2011年）
- ROOTOTE（2011年）
- 武田薬品工業「アリナミンA」（2012年）
- 本田技研工業「N-BOX」（2012年  2014年）
- エイブル（2012年）
- 静岡ガス「エネファーム」（2013年）
- ベストブライダル （2013年 - 2014年）
- マイナビ転職（2013年）
- カルビー「カラビー」（2014年）
- 富士フイルム「Instax mini 90」（2014年）
- サントリー食品インターナショナル「特茶」（2014年）
- 京都府（2014年 - 2015年）
- 日本経済新聞社（2014年）
- アメリカンホーム保険会社（2014年）
- アートネイチャー「LOBOMOスカルプアロマ」（2014年）
- ソフトバンク「Y!mobile」（2015年）
- アサヒ飲料「WONDA モーニングショット」（2015年）
- キッコーマン「うちのごはん」（2016年）
- 全薬工業「アロパノール」（2016年 - 2017年）
- 富士住建（2017年 - 2021年）
- アダストリア「Niko and...」（2018年）
- 太田胃散（2018年）
- NTTドコモ「For ONEs 妊婦のふあん」（2018年）
- アマゾンジャパン（2018年）
- コニシ「木工用ボンド」（2018年）

### 舞台
- 小さな家と五人の紳士（2004年、山登敬之演出）
- 夏の夜の夢（2004年、柄本明演出）
- 長屋紳士録（2005年、柄本明演出）
- 眠レ、巴里（2006年、柄本明演出）

### Vシネマ
- 女教師は抱かれる 汚された道徳（2008年）
- ゆきおんな（2009年）
- 美少女GAME(2013年)